# Hans Tausen
Hans Tausen (Birkende, 1494 – Ribe, 1561) è stato un teologo danese.
Luterano detto il Lutero danese, fu predicatore e docente (1537) a Copenaghen e in seguito vescovo di Ribe. Nel 1530 redasse l'opera nota come Confessio Hafnica.